# گذرگاه مرزی ریمدان
گذرگاه مرزی ریمدان (مرز ریمدان-گبد) یک گذرگاه مرزی بین ایران و پاکستان است. این پایانهٔ مرزی در شهرستان دشتیاری استان سیستان و بلوچستان قرار دارد و با چابهار ۱۲۰ کیلومتر فاصله دارد. در سمت پاکستان، این گذرگاه تا گوادر پاکستان حدود ۷۰ کیلومتر، جیوانی ۶۰ کیلومتر، پسنی ۲۰۰ کیلومتر و کراچی ۷۰۰ کیلومتر فاصله دارد و در انتهای بزرگراه ساحلی مکران (N-10) پاکستان قرار دارد.

## بازارچه مرزی
بازارچه مرزی ریمدان در سال ۱۳۸۴ راه‌اندازی شد. بنابر اظهارات مدیر بازارچه‌های مرزی ریمدان و پسابندر دشتیاری، مرز ریمدان و پسابندر بهترین نقطه برای صادرات و واردات میوه، موادغذایی، مصالح ساختمانی، دام زنده و فروش سوخت و جابجایی کالا با کشور پاکستان و کشورهای حوزه خلیج فارس است. او افزود: اتصال اینترانت به سامانه گمرگ بازارچه، افتتاح قرنطینه دامی و نباتی، استقرار ادارات و نمایندگی سازمان‌های مرتبط در مرز و واردات انبه و دام از بازارچه مرزی ریمدان از جمله مهمترین اقدامات است.
در سال ۱۳۹۵ با پیگیری‌های مکرر فرمانداری با رسمی شدن این مرز برای جابجایی کالا و مسافر بین ایران و پاکستان در محدوده شهرستان دشتیاری توسط دولت موافقت شد.

## تبدیل شدن به مرز رسمی
پایانهٔ مرزی ریمدان در ۲۹ آذر ۱۳۹۹، با حضور محمد اسلامی وزیر راه و شهرسازی ایران و وزیر تولیدات دفاعی پاکستان به صورت رسمی افتتاح شد. بدین ترتیب این مرز از بازارچه به مرز رسمی تبدیل شد و امکان انجام تمام رویه‌های گمرکی با اختصاص کد گمرکی مستقل فراهم شد. مرز ریمدان ظرفیت و توانمندی مناسبی برای صادرات و واردات کالا، انتقال زائران پاکستانی و گردشگران و مسافران دارد.